# Canton de Saint-Arnoult-en-Yvelines
Le canton de Saint-Arnoult-en-Yvelines est une ancienne division administrative française, située dans le département des Yvelines et la région Île-de-France.

## Composition
Le canton de Saint-Arnoult-en-Yvelines groupait 17 communes jusqu'en mars 2015 :
- Ablis : 2 705 habitants
- Allainville : 293 habitants
- Boinville-le-Gaillard : 496 habitants
- Bonnelles : 2 162 habitants
- Bullion : 1 799 habitants
- Clairefontaine-en-Yvelines : 800 habitants
- La Celle-les-Bordes : 842 habitants
- Longvilliers : 442 habitants
- Orsonville : 240 habitants
- Paray-Douaville : 162 habitants
- Ponthévrard : 471 habitants
- Prunay-en-Yvelines : 846 habitants
- Rochefort-en-Yvelines : 774 habitants
- Saint-Arnoult-en-Yvelines : 5 671 habitants
- Saint-Martin-de-Bréthencourt : 588 habitants
- Sainte-Mesme : 866 habitants
- Sonchamp : 1 485 habitants

## Représentation
| Période | Période | Identité                   | Étiquette              | Qualité |
| ------- | ------- | -------------------------- | ---------------------- | --- |
| 1967    | 1979    | Jacqueline Thome-Patenôtre | Rad. puis MRG puis UDF | Sénatrice (1946-1958) - députée (1958-1978) ancienne conseillère municipale de Sonchamp ancienne conseillère générale du Canton de Dourdan-Sud (1945-1967) maire de Rambouillet (1947-1983) ancienne sous-secrétaire d’État (1957) |
| 1979    | 1985    | Jean-Louis Barth           | PS                     | Professeur de l'enseignement technique Maire d'Ablis depuis 1977 |
| 1985    | 1998    | Michel Dobremelle          | UDF-PR                 | Ingénieur Maire de Saint-Arnoult-en-Yvelines (1983-2002) |
| 1998    | 2015    | Jean-Louis Barth           | DVG                    | Professeur de l'enseignement technique Maire d'Ablis (1977-2020) |

## Démographie
| 1968  | 1975   | 1982   | 1990   | 1999   | 2006   | 2011   | 2012   |
| ----- | ------ | ------ | ------ | ------ | ------ | ------ | ------ |
| 8 812 | 11 123 | 14 976 | 19 424 | 20 642 | 21 721 | 22 508 | 22 418 |